# Gafarillos
Gafarillos es una localidad del municipio de Sorbas, provincia de Almería, Andalucía (España). Se encuentra a 15 km de su capital Sorbas y a 59 km de la Capital de la Provincia Almería por la A-7.

## Economía
La economía de esta población se basa prácticamente en la agricultura de Secano: Olivo. Esta barriada de Sorbas destaca también por tener una almazara.

## Población
Cuenta con 212 habitantes censados en su Demarcación.

## Fiestas Patronales
Se realizan el 10 de agosto con Procesión en honor a San Lorenzo mártir. Suele ir gente de Sorbas y de los municipios limítrofes: Carboneras, Níjar y Turre para disfrutar de sus fiestas.